# Loeseliastrum
Genre
Classification phylogénétique
Loeseliastrum est un genre de plantes à fleurs dicotylédones de la famille des Polemoniaceae.

## Liste d'espèces
Selon ITIS:
- Loeseliastrum matthewsii (Gray) Timbrook
- Loeseliastrum schottii (Torr.) Timbrook